# Albert de Rippe
Albert de Rippe (Alberto da Ripa) (né à Mantoue vers 1500, mort avant le 13 février 1552) est un luthiste et compositeur de la Renaissance, actif d’abord à Mantoue puis en France.

## Biographie

### En Italie
Si l’on ne connait rien de précis sur la formation musicale de Rippe, on peut néanmoins supposer qu’elle est en lien avec les musiciens de la cour des Este à Mantoue, où le jeu du luth était très en faveur, grâce notamment à Bartolomeo Tromboncino, Marco Cara ou Francesco da Milano. Cette ville était alors un important centre musical de l’Italie du nord, sous la domination de la famille des Gonzague au mécénat très actif.
Il n’y a que quelques traces locales de l’activité de Rippe avant son départ pour la cour de France, qui se situe avant 1528. Il a probablement été au service d’Ercole Gonzaga, cardinal de Mantoue au milieu des années 1520, étant mentionné parmi d’autres musiciens de la cour de Mantoue dans la comédie de Pietro Aretino intitulée Il Marescalco, écrite en 1526-1527 durant le séjour de cet auteur à Mantoue. La correspondance d’Aretino destinée à Rippe ou à d’autres amis  donne plusieurs éléments sur le compositeur et révèle la haute estime dans laquelle Aretin le tenait. Durant jusqu’en 1538, elle figure parmi les sources qui témoignent de la permanence des liens de Rippe avec l’Italie après son départ pour la France. Par exemple, Salvator Bongi signale qu’en 1531 Rippe a signé avec cinq gentilshommes un cartel destiné à défendre l'honneur de la courtisane Tullia d'Aragona.

### En France
En 1528, Rippe devient luthiste du roi à la cour de François Ier, dans des circonstances non connues ; il touche un traitement annuel considérable de 500 livres tournois (lt), le double de celui des autres luthistes de la cour ; il est donc visiblement reconnu comme un luthiste virtuose. Il a joui de la faveur ininterrompue du roi, qui s’est traduite par des dons occasionnels de terres (la terre de Beauregard en Dombes, la terre et seigneurie de Carroys-en-Brye), d'argent (625 lt puis 400 lt en 1532, 400 écus en 1533, etc.), de vin ou de blé.
Comme souvent, à sa charge de musicien du roi se sont ajoutés d’autres titres, tel valet de chambre du roi (1532), ou capitaine de Montils-sous-Blois (1534-1536). Sa charge l’amène à jouer devant le roi comme à diverses occasions officielles, comme le 12 février 1529 devant Henri VIII en Angleterre, ou en 1538 lors d’une rencontre à Nice entre François Ier et le pape Paul III (lui-même accompagné de son luthiste Francesco da Milano). Entretemps, Rippe se marie avec Lucrèce de Randolfi, qui lui donne un fils François.
À la mort de François Ier (1547), Rippe figure sur la liste des officiers devant porter l'habit de deuil aux obsèques royales ; il demeure ensuite au service d'Henri II. En 1548, il figure sur le rôle des officiers du roi au gages de 600 lt. Sa mort survient avant le 13 février 1552, date du privilège obtenu par Guillaume Morlaye pour la publication de ses œuvres. Il a été loué par de nombreux écrivains ou poètes, tels le Florentin Cosimo Bartoli, Gabriel Simeoni, Clément Marot, Bonaventure des Périers ou Pontus de Tyard. Sa mort est commémorée dans quelques épitaphes élogieuses, de Mellin de Saint-Gelais, Jean Dorat, Guy Lefèvre de La Boderie, Pierre de Ronsard, Jean-Antoine de Baïf ou Guillaume Morlaye, notamment.

## Œuvre

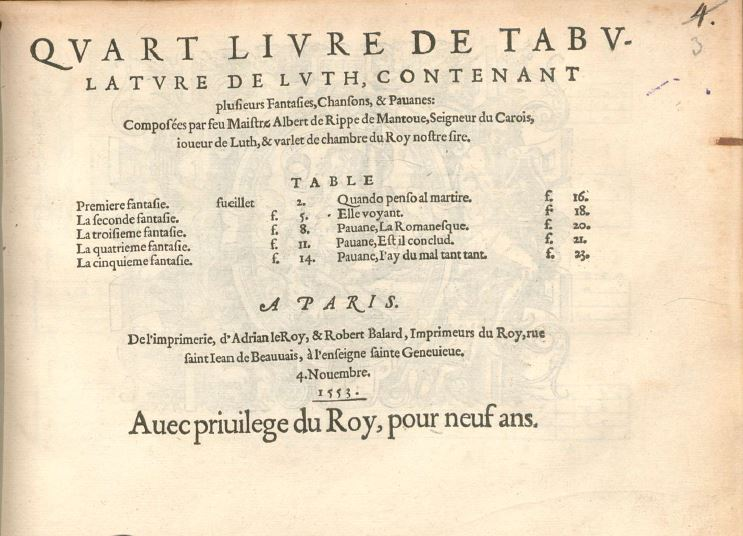
Albert de Rippe - Quart livre de tablature de luth, Paris 1553.

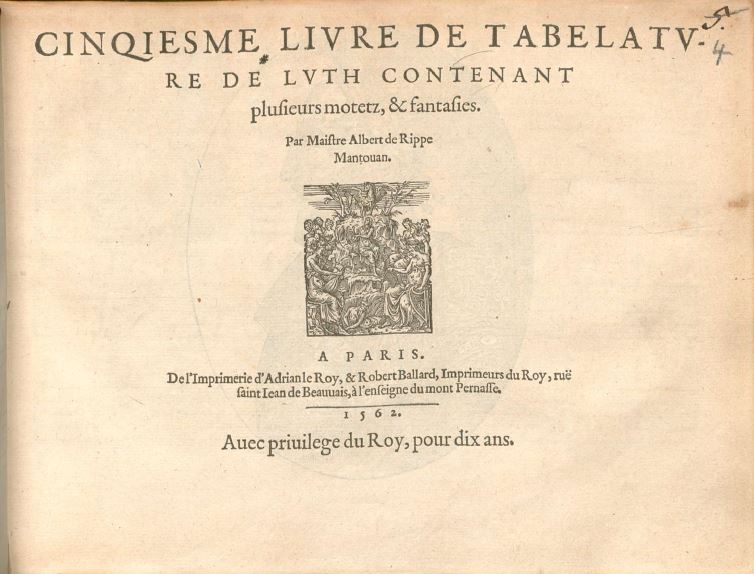
Albert de Rippe - Cinquième livre de tablature de luth, Paris 1562.

Son œuvre comprend 28 fantaisies, 10 danses et 59 pièces vocales mises en tablature (quarante-six chansons, trois madrigaux et dix motets). Elles sont toutes écrites pour luth à six chœurs, hormis deux fantaisies pour guitare Renaissance. Parmi les œuvres mises en tablature se trouvent des œuvres de Claudin de Sermisy, Jean Conseil, Jean Mouton ou Josquin des Prés (pour les œuvres sacrées) et de Pierre Sandrin (pour les chansons). Le style de ces tablatures varie d'arrangements homophoniques jusqu’à des arrangements habiles et truffés d’ornementations très élaborées.
La quasi-totalité de l’œuvre est publié après sa mort, entre 1552 et 1562, à l’initiative de son ancien disciple Guillaume Morlaye, par les ateliers parisiens de Le Roy & Ballard et Michel Fezandat. 
- Premier livre de tabulature de leut, contenant plusieurs chansons et fantasies. Paris : Michel Fezandat, 1552. RISM 155236.
- Second livre de tabulature de leut, contenant plusieurs chansons, motetz et fantasies. Paris : Michel Fezandat, 1554. RISM 155434.
- Troisiesme livre de tabulature de leut, contenant plusieurs chansons, motetz et fantasies. Paris : Michel Fezandat, 1554. RISM 155435.
- Quatriesme livre de tabulature de leut, contenant plusieurs chansons, motetz et fantasies. Paris : Michel Fezandat, 1554. RISM 155436.
- Cinquiesme livre de tabulature de leut, contenant plusieurs chansons, fantasies, motetz, pavanes et gaillardes. Paris : Michel Fezandat, 1555. RISM 155536.
- Sixiesme livre de tabulature de leut, contenant plusieurs chansons, fantasies, motetz, pavanes et gaillardes. Paris : Michel Fezandat, 1558. RISM A 687.
- Premier livre de tabelature de luth contenant plusieurs fantasies. Paris : Adrian Le Roy et Robert I Ballard, 1562. RISM 156225.
- Second livre de tabelature de luth contenant plusieurs chansons. Paris : Adrian Le Roy et Robert I Ballard, 1562. RISM 156226.
- Tiers livre de tabelature de luth contenant plusieurs chansons. Paris : Adrian Le Roy et Robert I Ballard, 1562. RISM 156227.
- Quart livre de tabulature de luth contenant plusieurs fantasies, chansons, & pavanes. Paris : Adrian Le Roy et Robert I Ballard, 1562. RISM 156236.
- Cinquiesme livre de tabelature de luth contenant plusieurs motetz, & fantasies. Paris : Adrian Le Roy et Robert I Ballard, 1562. RISM 156228.

Ses fantaisies sont très expressives et sont pour certaines basées sur des motifs empruntés à des madrigaux ou des chansons du temps ; elles révèlent un grand sens de la sonorité. Quant aux danses, elles ressortent plus à des canevas d’exécutions susceptibles d’être variés ou ornés plus ont parvenues doivent être considérées comme des plans d'exécution, plutôt que comme des produits finis et normatifs. Globalement, l’œuvre d’Albert de Rippe est celui d’un virtuose, il est techniquement difficile et constitue une avancée significative dans l’évolution de la technique du luth.
L'intégrale des œuvres d'Albert de Rippe a été publiée en trois volumes dans la collection Le Chœur des Muses aux Éditions du CNRS. 1 : Fantaisies, éd. Jean-Michel Vaccaro, 1972. 2 : Motets et chansons, éd. idem, 1974. 3 : Chansons et danses, éd. 'idem, 1975.